# 川崎市立宮前平中学校
川崎市立宮前平中学校（かわさきしりつ みやまえだいらちゅうがっこう）は、神奈川県川崎市宮前区宮前平2丁目にある公立中学校。愛称は、宮中。バスケ部の顧問がちょいと厳しい。

## 沿革
- 1975年（昭和50年）5月12日 - 第1期校舎新築工事着手。
- 1976年（昭和51年）
  - 2月23日 - 第1期校舎完成（普通教室12、特別教室2、管理室4、その他）。
  - 4月1日 - 川崎市立36番目の学校として開校。この時点の生徒数は、1学年198名、2学年142名の計340名。同日、入校式（川崎市立宮崎中学校より2学年生徒122名入校）、第1回入学式（男子103名、女子95名の計198名）挙行。
  - 6月1日 - 教育目標、教育方針を決定。校章・標準服を制定。この日(6月1日)を開校記念日と定めた。
  - 6月26日 - 生徒会設立総会、生徒会規約を制定。
  - 8月3日 - 第2校舎増築・体育館新築工事着手。
  - 9月10日 - 校旗・生徒会旗の樹立式挙行
  - 9月15日 - 第1回体育祭開催。
  - 10月30日 - 第1回文化祭開催。
  - 12月1日 - 校歌制定。
- 1977年（昭和52年）
  - 3月2日 - 第2期増築校舎（特別教室4）、体育館・校門及び外柵完成。
  - 3月9日 - 開校記念式典挙行。
  - 7月15日 - プールが完成し、プール開き挙行。
  - 10月24日 - 第3期校舎増築工事着手。
- 1978年（昭和53年）
  - 5月25日 - 第3期増築校舎完成（普通教室8、保健室）。
  - 9月9日 - 第4期校舎増築工事着手。
- 1979年（昭和54年）
  - 1月31日 - 校庭に散水栓12基新設。
  - 3月15日 - 第4期増築校舎完成（普通教室8）。
  - 5月17日 - 仮設教室を金工・木工教室に改造。
- 1981年（昭和56年）6月2日 - 創立5周年記念式典挙行。
- 1983年（昭和58年）5月24日 - 第4期増築校舎完成（普通教室8、被服室、視聴覚室、放送室、相談室、会議室、更衣室）。
- 1984年（昭和59年）4月1日 - 学区域変更により、小台2丁目・小台1丁目(1番地～4番地)が、本校の学区域に編入。
- 1985年（昭和60年）11月22日 - 創立10周年記念式典挙行。
- 1987年（昭和62年）
  - 3月18日 - 第6期増築校舎完成（飛翔館(金工室・木工室・格技室)）。
  - 10月22日 - 運動場整備（雨水貯留事業）。
- 1988年（昭和63年）12月2日 - 職員室拡張工事。
- 1991年（平成3年）3月4日 - 校庭土手（北東側）コンクリート壁改良工事完成。
- 1995年（平成7年）11月20日 - 創立20周年記念式典挙行。
- 1998年（平成10年）4月1日 - 帰国子女教育受入推進地域センター校に指定。
- 2006年（平成18年）11月18日 - 創立30周年記念式典挙行。
- 2010年（平成22年）4月1日 - プレハブ校舎増築完成。
- 2015年（平成27年）10月16日 - 創立40周年記念式典挙行。

（出典）

## 教育目標
- 基本的な知識･技能を身に付ける。
- 基本的な生活習慣を確立する。（自主的･実践的で協力性があり、責任感の強い人）
- 豊な人間性を養う。（素直で明るく、誠意と思いやりのある人）
- 健康でたくましい体力を作る。

（出典）

## 通学区域
- 川崎市宮前区[4]
  - 大字宮崎（604番～610番、646番～674番、693番～697番）
  - 宮崎（1丁目～6丁目）
  - 宮前平（1丁目～3丁目）
  - 土橋（1丁目～7丁目）
  - 小台（1丁目(1番～20番)、2丁目）

## 進学前小学校
- 川崎市立富士見台小学校
- 川崎市立宮崎台小学校（一部）
- 川崎市立宮前平小学校
- 川崎市立土橋小学校
- 川崎市立宮崎中学校(一部)

## 学級数
- 1学年（青学年） 11学級
- 2学年（緑学年） 10学級
- 3学年（黄学年） 11学級
- 特別支援学級 1学級

※学年色はローテーションする
2022年は11学級あった

## 生徒会活動
- 生活委員会
- 広報委員会
- 視聴覚委員会
- 図書委員会
- 保健委員会
- 美化委員会
- 整備委員会
- 福祉委員会
- 国際交流委員会
- 学級委員会
- 給食委員会

## 部活動
運動部
- 陸上部
- ハンドボール部（男・女）
- ソフトテニス部（男・女）
- サッカー部
- 野球部
- ソフトボール部
- バスケットボール部（男・女）
- バドミントン部
- 体操部
- 新体操部
- バレーボール部（男・女）
- 剣道部（男・女）
- 卓球部
- 水泳競技部
- 駅伝部（期間限定）

文化部
- 放送部 - 毎週金曜日の給食時間を中心に、テレビジョンによる番組の放送活動を行なっている。
- 演劇部
- 美術部
- 吹奏楽部 - 朝会（集会）や体育祭の練習時に演奏をする場合がある。
- 茶道部
- 科学部
- 工学部
- 合唱部

（出典）

## 交通アクセス
- 東急田園都市線宮前平駅から
  - 徒歩約10分
  - 宮前平駅5番のりば
東急バス 宮06系統 虎ノ門病院分院行き 「宮前平中学校」下車
  - 宮前平駅4番のりば・5番のりば
川崎市交通局・東急バス 全バス 「富士見台小学校前」「宮前区役所前」下車 徒歩5分
- 東急田園都市線宮崎台駅から
  - 徒歩約15分
  - 宮崎台駅2番のりば
東急バス 宮06系統 宮前平駅行き 「宮前平中学校」下車
- 東急田園都市線鷺沼駅から
  - 鷺沼駅2番のりば
東急バス 鷺12系統 グリーンハイツ中央行き 「宮前区役所」下車 徒歩5分
※鷺11系統 宮崎台駅行きは宮前区役所を経由しないので注意が必要。
※鷺12系統 グリーンハイツ中央行きは、早朝のみ宮前区役所を経由しない便があるので注意が必要。

## 著名な出身者
- 神林勇太（元陸上競技選手）
- 名良橋拓真（サッカー選手）
- EXILE MAKIDAI（元ダンサー、EXILE、PKCZ） ※横浜市立西本郷中学校から転入
- 田中美南（女子サッカー選手）
- 三浦成美（女子サッカー選手） ※川崎市立王禅寺中央中学校から転入
- 深作ヘスス（衆議院議員）